# Maurice Jusselin
Pour les articles homonymes, voir Jusselin.
Maurice Auguste Jusselin est un archiviste et historien français, né le 16 janvier 1882 à Paris et mort le  7 septembre 1964 à Chartres.

## Biographie
Entré à l'École des chartes en 1902, il en sort diplômé en 1906. Sa thèse sur L'impôt royal sous Philippe le Bel (1292-1304) lui vaut notamment le prix Molinier, qui récompense la meilleure thèse. Pendant ces années de formation, il effectue un stage auprès de René Merlet aux archives départementales d'Eure-et-Loir, au cours duquel il rédige un inventaire du fonds des Cordeliers de Chartres.
En 1907, il est nommé archiviste d'Eure-et-Loir. Tout en exerçant ses fonctions, il publie régulièrement des travaux scientifiques et des études sur l'histoire locale du département. En 1914, il réalise les premiers clichés de vues aériennes de la cathédrale de Chartres.
Entre 1929 et 1932, puis de 1950 à 1960, Maurice Jusselin est président de la Société archéologique d'Eure-et-Loir.
Après l'incendie de la bibliothèque municipale de Chartres en 1944, il travaille à l'identification des manuscrits chartrains sinistrés avec le chanoine Yves Delaporte.

## Publications[2]
- L'impôt royal sous Philippe le Bel (1292-1304), Toulouse, E. Privat, 1906
- Notes tironiennes dans les diplômes mérovingiens, Paris, Picard, 1907
- Cartulaire de la léproserie du Grand-Beaulieu et du prieuré de Notre-Dame de la Bourdinière,1909
- Vieilles maisons chartraines, 1912
- La Maîtrise de l'œuvre à Notre-Dame de Chartres. La Fabrique des ouvriers et les travaux du XIVe siècle, 1921
- La chancellerie de Charles le Chauve d'après les notes tironiennes, 1922
- Histoire des livres liturgiques de la Cathédrale de Chartres au XVIe siècle, 1923
- L'Ascendance chartraine d'Anatole France, 1932
- Bibliographie des travaux de René Merlet, 1935
- Petite histoire de la Bibliothèque municipale de Chartres, Chartres, SAEL, 1962

#### Bases de données et dictionnaires
- Ressources relatives à la recherche :   - La France savante
  - Persée
- Notice dans un dictionnaire ou une encyclopédie généraliste :   - Deutsche Biographie
- Notices d'autorité :   - VIAF
  - ISNI
  - BnF (données)
  - IdRef
  - LCCN
  - GND
  - Belgique
  - Pays-Bas
  - NUKAT
  - Vatican
  - WorldCat